# Polymastia corticata
Polymastia corticata är en svampdjursart som beskrevs av Ridley och Arthur Dendy 1886. Polymastia corticata ingår i släktet Polymastia och familjen Polymastiidae. Inga underarter finns listade i Catalogue of Life.